# Trofeo Bonfiglio
El Trofeo Bonfiglio, también llamado Campionati Internazionali d'Italia Juniores, es un torneo de tenis junior, tanto en hombres como mujeres, que se lleva a cabo anualmente en las canchas de polvo de ladrillo del "Tenis Club Milano Alberto Bonacossa" en Milán, Italia.  Es uno de los cinco torneos de Grado A, el equivalente junior de los ATP Masters o eventos WTA Premier Mandatory en términos de puntos de clasificación asignados. El torneo se disputa a fines de mayo justo antes del Abierto de Francia.

## Historia
El torneo es una idea original de Vittorio Battaglia en memoria de Antonio Bonfiglio, producido por el club milanés que después de dominar la escena nacional junior durante unos años, murió de una neumonía por virus de 13 de febrero, el 1959, con tan solo diecinueve años.
Hoy es el torneo juvenil más importante de Italia y, junto con el Orange Bowl en Miami, uno de los más importantes del mundo después de los cuatro torneos Grand Slam.
Entre los jóvenes que participaron en el torneo y se han establecido en el profesionalismo que mostraron en el torneo masculino, Boris Becker, Jim Courier, Stefan Edberg, Ivan Lendl, Yevgeny Kafelnikov, Goran Ivanišević, Gustavo Kuerten, Mark Philippoussis, Adriano Panatta, Corrado Barazzutti, Andy Roddick, Roger Federer, Novak Djokovic y David Nalbandian.
Mientras que en el torneo femenino destacan, Martina Hingis , Gabriela Sabatini, Jennifer Capriati, Anna Kournikova, Ana Ivanovic, Daniela Hantuchova, Elena Dementieva, Nadia Petrova, Silvia Farina Elia, Francesca Schiavone, Flavia Pennetta y Dinara Safina.

## Ganadores en individual
| Año  | Masculino                                      | Femenino                                       |                                                |
| 1959 | Sergio Tacchini                                | No jugado                                      |                                                |
| 1960 | Boro Jovanović                                 | No jugado                                      |                                                |
| 1961 | L. Borghi                                      | No jugado                                      |                                                |
| 1962 | Jean-Claude Barclay                            | No jugado                                      |                                                |
| 1963 | Milan Holeček                                  | Virginia Wade                                  |                                                |
| 1964 | Nicholas Kalogeropoulus                        | Vlasta Kodešová                                |                                                |
| 1965 | Nicholas Kalogeropoulus                        | Tuomas Gronman                                 |                                                |
| 1966 | R. Mud                                         | Marie Neummanova                               |                                                |
| 1967 | Jan Kodeš                                      | Marie Neummanova                               |                                                |
| 1968 | Vladimír Zedník                                | W. Shaw                                        |                                                |
| 1969 | John Alexander                                 | Birgitta Lindström                             |                                                |
| 1970 | John Alexander                                 | Fiorella Bonicelli                             |                                                |
| 1971 | Adriano Panatta                                | Brenda Kirk                                    |                                                |
| 1972 | Corrado Barazzutti                             | Fiorella Bonicelli                             |                                                |
| 1973 | Wojciech Fibak                                 | Renáta Tomanová                                |                                                |
| 1974 | José Moreno                                    | Renáta Tomanová                                |                                                |
| 1975 | Balázs Taróczy                                 | H. Hublerova                                   |                                                |
| 1976 | Tomáš Šmíd                                     | Chris O'Neil                                   |                                                |
| 1977 | Gianni Ocleppo                                 | Frédérique Thibault                            |                                                |
| 1978 | Ivan Lendl                                     | V. Gonzales                                    |                                                |
| 1979 | No jugado                                      | No jugado                                      |                                                |
| 1980 | Thierry Tulasne                                | Susan Mascarin                                 |                                                |
| 1981 | Slobodan Živojinović                           | Anne Minter                                    |                                                |
| 1982 | Guy Forget                                     | Heike Rusch                                    |                                                |
| 1983 | Michele Fioroni                                | Sabrina Goleš                                  |                                                |
| 1984 | Luke Jensen                                    | Gabriela Sabatini                              |                                                |
| 1985 | Antonio Padovani                               | Patricia Tarabini                              |                                                |
| 1986 | Franco Davín                                   | Bettina Fulco                                  |                                                |
| 1987 | Jim Courier                                    | Nataša Zvereva                                 |                                                |
| 1988 | Goran Ivanišević                               | Cristina Tessi                                 |                                                |
| 1989 | Stefano Pescosolido                            | Florencia Labat                                |                                                |
| 1990 | Ivan Baron                                     | Silvia Farina Elia                             |                                                |
| 1991 | Grant Doyle                                    | Zdeňka Málková                                 |                                                |
| 1992 | Yevgueni Káfelnikov                            | Rossana de los Ríos                            |                                                |
| 1993 | Jimy Szymanski                                 | Nino Louarsabišvili                            |                                                |
| 1994 | Federico Browne                                | Tatiana Panova                                 |                                                |
| 1995 | Mariano Zabaleta                               | Anna Kurnikova                                 |                                                |
| 1996 | Olivier Mutis                                  | Olga Barabanščikova                            |                                                |
| 1997 | Florian Allgäuer                               | Katarina Srebotnik                             |                                                |
| 1998 | Guillermo Coria                                | Antonella Serra Zanetti                        |                                                |
| 1999 | Kristian Pless                                 | Lina Krasnoruckaja                             |                                                |
| 2000 | Todor Enev                                     | Ioana Gaspar                                   |                                                |
| 2001 | Alejandro Falla                                | Kaia Kanepi                                    |                                                |
| 2002 | Brian Dabul                                    | Barbora Záhlavová-Strýcová                     |                                                |
| 2003 | Nicolás Almagro                                | Michaëlla Krajicek                             |                                                |
| 2004 | Sebastian Rieschick                            | Sesil Karatancheva                             |                                                |
| 2005 | Petar Jelenić                                  | Dominika Cibulková                             |                                                |
| 2006 | Jonathan Eysseric                              | Ioana Raluca Olaru                             |                                                |
| 2007 | Matteo Trevisan                                | Anastasía Pivovárova                           |                                                |
| 2008 | Guido Pella                                    | Simona Halep                                   |                                                |
| 2009 | Facundo Argüello                               | Sloane Stephens                                |                                                |
| 2010 | Mikhail Biryukov                               | Beatrice Capra                                 |                                                |
| 2011 | Filip Horanský                                 | Irina Jromachova                               |                                                |
| 2012 | Gianluigi Quinzi                               | Kateřina Siniaková                             |                                                |
| 2013 | Alexander Zverev                               | Belinda Bencic                                 |                                                |
| 2014 | Roman Safiullin                                | Catherine Bellis                               |                                                |
| 2015 | Orlando Luz                                    | Markéta Vondroušová                            |                                                |
| 2016 | Stefanos Tsitsipas                             | Olesya Pervushina                              |                                                |
| 2017 | Alexei Popyrin                                 | Elena Rybakina                                 |                                                |
| 2018 | Adrian Andreev                                 | Eleonora Molinaro                              |                                                |
| 2019 | Jonáš Forejtek                                 | Alexa Noel                                     |                                                |
| 2020 | Torneo cancelado debido a la pandemia COVID-19 | Torneo cancelado debido a la pandemia COVID-19 | Torneo cancelado debido a la pandemia COVID-19 |
| 2021 | Gonzalo Bueno                                  | Alex Eala                                      |                                                |
| 2022 | Nishesh Basavareddy                            | Céline Naef                                    |                                                |

## Ganadores en dobles
| Año  | Masculino                                      | Femenino                                       |                                                |
| 1990 | Will Bull Brian MacPhie                        | Tatiana Ignatieva Irina Sukhova                |                                                |
| 1991 | Grant Doyle Joshua Eagle                       | Ivona Horvat Eva Martincová                    |                                                |
| 1992 | Massimo Bertolini Mosé Navarra                 | Laurence Courtois Nancy Feber                  |                                                |
| 1993 | Thomas Johansson Magnus Norman                 | Cristina Moros Stephanie Nickitas              |                                                |
| 1994 | Ben Ellwood Mark Philippoussis                 | Michaela Hasanová Martina Nedelková            |                                                |
| 1995 | Guillermo Cañas Martín García                  | Alice Canepa Giulia Casoni                     |                                                |
| 1996 | Martin Lee James Trotman                       | Alice Canepa Giulia Casoni                     |                                                |
| 1997 | Jaco van der Westhuizen Wesley Whitehouse      | Tina Hergold Tina Pisnik                       |                                                |
| 1998 | José de Armas Fernando González                | No jugado                                      |                                                |
| 1999 | Guillermo Coria David Nalbandian               | Flavia Pennetta Roberta Vinci                  |                                                |
| 2000 | Julien Cassaigne Andy Roddick                  | Ioana Gaspar Tatiana Perebiynis                |                                                |
| 2001 | Tomáš Berdych Bart de Gier                     | Petra Cetkovská Matea Mezak                    |                                                |
| 2002 | Adam Feeney Chris Guccione                     | Anna-Lena Grönefeld Barbora Strýcová           |                                                |
| 2003 | Novak Djokovic Viktor Troicki                  | Jarmila Gajdošová Andrea Hlaváčková            |                                                |
| 2004 | Brendan Evans Scott Oudsema                    | Victoria Azarenka Olga Govortsova              |                                                |
| 2005 | Evgeny Kirillov Denys Molchanov                | Ekaterina Makarova Evgeniya Rodina             |                                                |
| 2006 | Roman Jebavý Hans Podlipnik-Castillo           | Sorana Cîrstea Alexandra Panova                |                                                |
| 2007 | Roy Bruggeling Thomas Schoorel                 | Klaudia Boczová Kristína Kučová                |                                                |
| 2008 | Henrique Cunha César Ramírez                   | Lesley Kerkhove Arantxa Rus                    |                                                |
| 2009 | Richard Becker Dominik Schulz                  | Magda Linette Anna Orlik                       |                                                |
| 2010 | Duilio Beretta Roberto Quiroz                  | Nastja Kolar Chantal Škamlová                  |                                                |
| 2011 | Liam Broady Oliver Golding                     | Irina Khromacheva Danka Kovinić                |                                                |
| 2012 | Liam Broady Joshua Ward-Hibbert                | Françoise Abanda Sachia Vickery                |                                                |
| 2013 | Johannes Härteis Hannes Wagner                 | Fiona Ferro Margot Yerolymos                   |                                                |
| 2014 | Kamil Majchrzak Jan Zieliński                  | Priscilla Hon Jil Teichmann                    |                                                |
| 2015 | Michał Dembek Patrik Niklas-Salminen           | Miriam Kolodziejová Markéta Vondroušová        |                                                |
| 2016 | Benjamin Sigouin Louis Wessels                 | Olesya Pervushina Anastasia Potapova           |                                                |
| 2017 | Axel Geller Nicolás Mejía                      | Caty McNally Whitney Osuigwe                   |                                                |
| 2018 | Govind Nanda Tyler Zink                        | Yuki Naito Naho Sato                           |                                                |
| 2019 | Tristan Schoolkate Dane Sweeny                 | Natsumi Kawaguchi Adrienn Nagy                 |                                                |
| 2020 | Torneo cancelado debido a la pandemia COVID-19 | Torneo cancelado debido a la pandemia COVID-19 | Torneo cancelado debido a la pandemia COVID-19 |
| 2021 | Edas Butvilas Vilius Gaubas                    | Alex Eala Madison Sieg                         |                                                |
| 2022 | Nishesh Basavareddy Aidan Kim                  | Lucija Ćirić Bagarić Sofia Costoulas           |                                                |